# Tony Goldwyn
Anthony Howard "Tony" Goldwyn (Los Ángeles, California, 20 de mayo de 1960) es un actor y director estadounidense. Interpreta al villano Carl Bruner en Ghost y a Kendall Dobbs en Designing Women. También le pone la voz al personaje de Disney Tarzán en la película del mismo nombre y en el videojuego Kingdom Hearts.

## Biografía
Goldwyn nació en Los Ángeles, California, es hijo de Jennifer Howard y del productor cinematográfico Samuel Goldwyn, Jr.; los abuelos paternos de Goldwyn eran Samuel Goldwyn y Frances Howard, mientras que sus abuelos maternos eran el dramaturgo Sidney Howard y la actriz Clara Eames. Goldwyn acudió al Hamilton College en Clinton, Nueva York, a la Universidad de Brandeis en Waltham, Massachusetts (donde recibió su BFA), y la London Academy of Music and Dramatic Art. Goldwyn está casado con la diseñadora de producción Jane Musky y la pareja tiene dos hijas.

## Carrera
Goldwyn es conocido por el papel en la película Ghost del villano Carl Bruner. También es conocido por su papel en la comedia televisiva, Designing Women, en la que encarnó a un joven diseñador de interiores llamado Kendall Dobbs que era HIV positivo, y pidió a las mujeres de Sugarbakers que diseñaran su funeral. En la miniserie de HBO From the Earth to the Moon, Goldwyn encarna el papel del astronauta, Neil Armstrong, comandante del Apolo 11. También dio voz al personaje de Disney Tarzán, en la película Tarzán. Goldwyn representó al mismo personaje en los videojuegos, Tarzan Untamed y Kingdom Hearts.
Como actor de teatro, Goldwyn ha aparecido dos veces en obras Off-Broadway, en el Second Stage Theatre; y en Broadway y en el Circle in the Square Theatre. En Second Stage Theatre apareció en Spike Heels (1992) de Theresa Rebeck, junto a Kevin Bacon y Julie White. En el verano de 2006, en el Second Stage Theatre protagonizó junto a Kate Burton otra obra de Rebeck, The Water's Edge. Recientemente ha aparecido en los episodios "Brother's Keeper" "Grimm" y "Endgame" en Law & Order: Criminal Intent.
Entre 2012 y 2018 trabajó en la serie Scandal en donde interpreta al presidente ficticio Fitzgerald Grant.

## Filmografía
- Friday the 13th Part VI: Jason Lives (1986)
- Gaby: A True Story (1987)
- Ghost (1990)
- Kuffs (1991)
- El Informe Pelicano (1993)
- Nixon (1995)
- Reckless (1995)
- Kiss the Girls (1997)
- A Walk On The Moon (La tentación) (1999) (director)
- Pocahontas: The Legend (1999)
- Tarzán (1999) (voz)
- The 6th Day (2000)
- Bounce (2000)
- Joshua (2002)
- Kingdom Hearts (2002) (voz de Tarzán)
- El último samurái (2003)
- The Godfather of Green Bay (2005)
- American Gun (2005)
- Romance & Cigarettes (2005)
- The Last Kiss (2006) (director)
- Anatomía de Grey (2006) (director de dos episodios)
- Dexter (2006) (director en cuatro episodios)
- Private Practice (2007) (director en un episodio)
- The Last House on the Left (2009) (padre)
- Betty Anne Waters (Conviction) (2010)
- The Mechanic (2011)
- Scandal[2] (2012-2018) (Presidente Fitzgerald Grant III)
- Divergente (2014) (Andrew Prior)
- Warren Jeffs: Outlaw Prophet (2014) (Warren Jeffs)
- The Belko Experiment (2017)
- All I Wish (2017)
- Mark Felt. El informante (2017)
- Plane (2023)
- Oppenheimer (2023)
- Ezra (2023) (también director y productor)[3]
- Elevation (2024)[4]

## Teatro
| Año       | Título                 | Rol               | Teatro                       |
| --------- | ---------------------- | ----------------- | ---------------------------- |
| 1988      | Tom Jones              |                   |                              |
| 1989      | The Sum of Us          |                   |                              |
| 1990      | Carthaginians          |                   |                              |
| 1991      | Picnic                 |                   |                              |
| 1992      | Spike Heels            | Andrew            | Second Stage Theatre         |
| 1994      | Lady in the Dark       | Charley Johnson   | New York City Center         |
| 1995–1996 | Holiday                | Johnny Case       | Circle in the Square Theatre |
| 2006      | The Water's Edge       | Richard           | Second Stage Theatre         |
| 2010–2011 | Promises, Promises     | J. D. Sheldrake   |                              |
| 2010      | 24 Hour Plays Broadway |                   |                              |
| 2010      | Broadway Backwards 5   |                   |                              |
| 2012      | The Sound of Music     | Captain von Trapp | Carnegie Hall                |
| 2018      | Network                | Max Schumacher    | Belasco Theatre              |
| 2020      | The Inheritance        | Henry Wilcox      | Ethel Barrymore Theatre      |